# René Basset (linguiste)
Pour les articles homonymes, voir René Basset et Basset.
René Basset, né le 24 juillet 1855 à Lunéville, et mort le 4 janvier 1924 à Alger, est un spécialiste de langues berbère et arabe.

## Biographie
René Basset naît le 24 juillet 1855 à Lunéville. Il est le fils de Joseph Basset (1817-1870), avocat et juge de paix suppléant dans cette ville, et de Barbe-Élisabeth Simon,. Après avoir obtenu une licence ès lettres à Nancy, il s'oriente vers les études orientales à partir de 1874 et fréquente le Collège de France, l'École des hautes études et l'École des langues orientales, dont il sort diplômé en arabe, turc et persan.
À l'issue de son cursus, il rejoint en 1880 l'École des lettres d'Alger, fondée à la fin de l'année précédente par les autorités coloniales françaises, sous la direction d'Émile Masqueray. René Basset y enseigne d'abord la littérature arabe, avant d'adjoindre à cette discipline un cours de dialectologie berbère à partir de 1885. Dès ses débuts, il donne à son enseignement une orientation scientifique et philologique, dédaignant la profondeur littéraire des textes : cette approche purement analytique vaut à ses cours une faible audience — moins d'une dizaine d'élèves, ainsi que les critiques d'Émile Masqueray, qui déplore « que l'érudit ait étouffé chez lui le littérateur ». Malgré ces divergences, René Basset succède à Masqueray en tant que directeur de l'École des lettres après la mort de ce dernier en 1894 : il y passe le reste de sa carrière, devenant doyen lorsque l'École devient la faculté des lettres de l'université d'Alger.
Membre des sociétés asiatiques de Paris, Leipzig et Florence, il collabore au Journal asiatique et étudia l'islam de Chine. Il a collaboré à la revue de folkloristique Mélusine de 1884 à 1888, ainsi qu'à la Revue des traditions populaires de 1886 à 1919.
Il est le père d'André Basset et d'Henri Basset.

## Publications

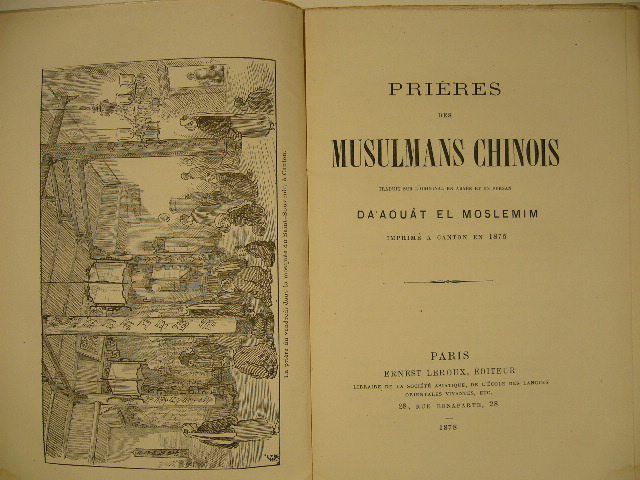

- Étude  sur la zenatia du Mzab  [10]
- Notes de lexicographie berbère 1887.  sur le site Archive[11]
- La Religion des Berbères de l'antiquité jusqu'à l'islam, Les Belles Lettres  (ISBN 978-9931-328-03-2)
- Prières des musulmans chinois, Éditions Ernest Leroux, 1878
- Son anthologie Mille et un contes, récits et légendes arabes a été rééditée sous la direction de Aboubakr Chraïbi, chez José Corti, Collection Merveilleux n° 29, 2005, 2 tomes, 504 et 702 p. (édition originale parue en 1924 chez Maisonneuve frères).  (ISBN 2-7143-0858-9)

## Distinctions
- Officier d'académie
- Commandeur de la Légion d'honneur
- Grand-officier de l'ordre du Nichan Iftikhar
- Commandeur de l'Ordre du Lion de Juda (en)
- Chevalier de l'ordre de Saint-Sylvestre

## Œuvres rééditées
- René Basset, Contes berbères, Ibis Press, 2008  (ISBN 978-2-910728-70-0). Introductions de Guy Basset et Mohand Lounaci. (Les notes et bibliographies originales, non reproduites dans cet ouvrage, étaient accessibles sur le site d'Ibis Press, qui n'existe plus ; la société Ibis Press a été liquidée en 2012).